# Boris Birștein
Boris Birștein (în rusă Борис Иосифович Бирштейн; n. 11 noiembrie 1947, Vilnius sau Chișinău) este un om de afaceri și filantrop evreu, cu cetățenie israeliană, elvețiană și canadiană, cunoscut pentru rolul său de fost președinte al Seabeco, o companie de investiții și comerț.

## Carieră
Birștein a emigrat din RSS Lituaniană în Israel în 1979, apoi în Elveția și Canada, unde a fondat Seabeco Group, o rețea internațională de companii care oficial activau în comerțul de petrol, aur, diamante și produse chimice. A fost o figură influentă în fostul spațiu sovietic și a supraviețuit unui accident de mașină în care a decedat prim-ministrul Kârgâzstanului de atunci, Nasirdin Isanov.
În 1991, președintele Kârgâzstanului de atunci, Askar Akaievici Akaiev, l-a numit pe Birștein președinte al Comitetului pentru Reconstrucție și Dezvoltare al țării. La scurt timp, guvernul kârgâz l-a desemnat pe Birștein ca reprezentant comercial în străinătate. În 1992, Birștein a contribuit la obținerea de către compania canadiană Cameco Corp. a contractului pentru dezvoltarea uriașei mine de aur Kumtor din Kârgâzstan. De asemenea, a fost proprietarul celui mai important hotel din Republica Moldova.

### Seabeco Group
Birștein a fost președintele Seabeco Group. Seabeco a investit în proprietăți din Rusia la sfârșitul anilor 1980 și începutul anilor 1990, inclusiv într-un hotel de lux de 30 de etaje, un complex teatral și o sală de sport.

### Afaceri în Moldova
Conform fostului prim-ministru moldovean Mircea Druc, Birștein a fost un mentor pentru foștii președinți Mircea Snegur, Petru Lucinschi și Vladimir Voronin. A fost, de asemenea, descris ca mentor al lui Vladimir Plahotniuc.

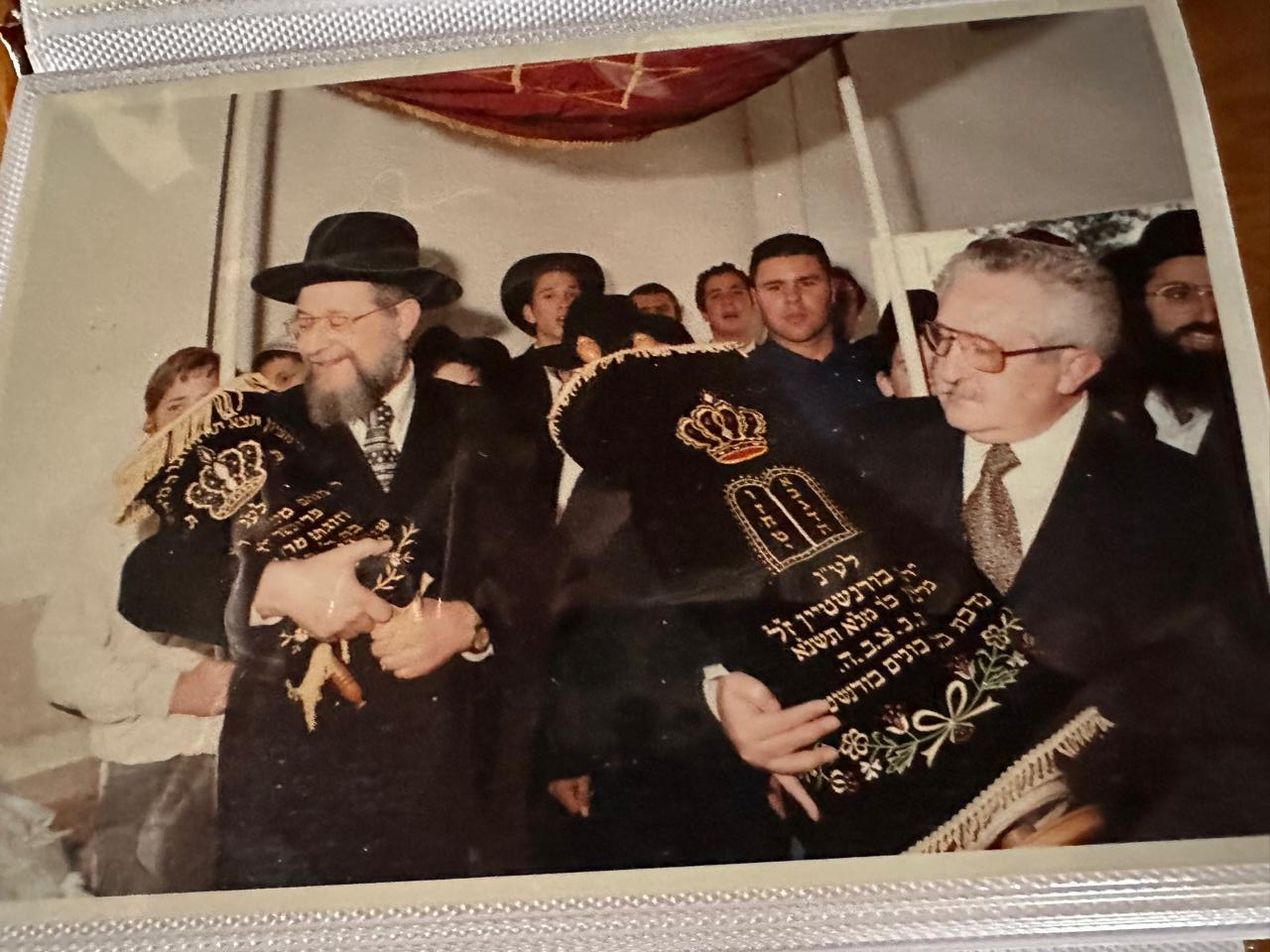
Boris Birștein dedicând o nouă Tora în Chișinău

Birștein a fost consilier al președintelui Snegur și a avut o influență semnificativă în mediul politic și de afaceri din Moldova. Deținea 65% din acțiunile celei mai mari bănci din țară, Eximbank, precum și hotelul de patru stele Seabeco. De asemenea, a creat un trust media important în Moldova în a doua jumătate a anilor '90. Există zvonuri că Birștein a contribuit la încheierea războiului din Transnistria, aducându-i în Moldova pe vicepreședintele rus Alexandr Ruțkoi și pe ministrul apărării Viktor Barannikov, care au negociat un armistițiu. La câteva zile după această vizită, Snegur și Boris Elțîn au semnat acordul de încetare a focului. Valeriu Saharneanu susține că Birștein a acționat ca agent al lui Ruțkoi pentru a-l convinge pe Snegur să încheie conflictul în termenii Rusiei. O companie controlată de Birștein a produs, de asemenea, toate pașapoartele și alte forme de identificare oficială din Moldova. Conform unor surse apropiate de Snegur, omul de afaceri israelian Miron Șor, tatăl viitorului politician moldovean Ilan Șor și prieten al lui Birștein, s-a mutat în Moldova în 1991 la invitația lui Snegur.
Fostul prim-ministru Ion Sturza afirmă că influența lui Birștein în mediul politic și de afaceri din Moldova în anii '90 și începutul anilor 2000 era atât de mare încât întâmpina șefii de stat la aeroport și numea personal miniștrii guvernelor. Din acest motiv, a fost numit în presă "țarul Moldovei".

## Controverse
Birștein este acuzat de legături cu mafia rusă⁠(d) și cu fostul KGB sovietic. A fost numit în presă oligarh. Un fost ofițer de informații sovietic a susținut că firmele lui Birștein au fost folosite pentru a ascunde banii PCUS în țările occidentale.
În iulie 1994, jurnalistul moldovean Nicolae Roșca, care lucrase anterior în România, a declarat că statul român era pe punctul de a se prăbuși și că "Basarabia are acum misiunea de a-și recupera teritoriile pierdute". A înființat o revistă pentru a promova această idee, numită "Patria Tînără", care ar fi fost un paravan pentru activitățile lui Birștein.
În 2002, partidul de opoziție PPCD l-a descris pe Birștein drept "șeful mafiei internaționale care a condus Moldova în timpul președințiilor lui Snegur, Lucinschi și Voronin".
Birștein a fost, de asemenea, acuzat de vânzarea de măști chirurgicale la prețuri supraevaluate către Institutul "Matei Balș" din România, condus de Adrian Streinu-Cercel, în timpul pandemiei de COVID-19 din 2020.